# 20156 Herbwindolf
20156 Herbwindolf este un asteroid din centura principală de asteroizi.

## Descriere
20156 Herbwindolf este un asteroid din centura principală de asteroizi. A fost descoperit pe 13 octombrie 1996 la Prescott (Arizona) de Paul G. Comba. Asteroidul prezintă o orbită caracterizată de o semiaxă mare de 2,27 ua, o excentricitate de 0,10 și o înclinație de 8,0° în raport cu ecliptica.